# Wezel Sport FC
Wezel Sport FC was een Belgische voetbalclub uit Wezel. De club was aangesloten bij de KBVB met stamnummer 9552 en had blauw en rood als clubkleuren.

## Geschiedenis
Reeds in de jaren 20 was in Wezel voetbalclub FC Wezel Sport ontstaan, aangesloten bij de Belgische Voetbalbond met stamnummer 844. Die club kende een rijke geschiedenis en speelde meer dan vier decennia in de nationale reeksen. Die club ging in 2002 officieus samen met KSV Mol, dat eveneens ooit in de nationale reeksen had gespeeld. Men speelde verder als KFC Racing Mol-Wezel met stamnummer 844. Wegens financiële problemen zocht men in 2010 toenadering tot KVSK United Overpelt-Lommel, eveneens een fusieclub. Het kwam ook hier slecht officieus tot een samenwerking, en United ging verder als Lommel United onder stamnummer 2554.
Het ging om geen echte fusie en het stamnummer 844 van Wezel bleef bestaan. Die club speelde in 2010 verder als KFC Wezel met stamnummer 844, maar trad enkel met jeugdploegen in competitie. Enkele misnoegde clubleden richtten in juni 2010 bovendien een nieuwe club op met de naam Wezel Sport FC. Die nieuwe club sloot bij Belgische voetbalbond aan onder stamnummer 9552 en ging in Vierde Provinciale van start.
In 2014 kwam het echter weer tot een fusie tussen het overgebleven KFC Wezel en het nieuwe Wezel Sport FC. De fusieclub kreeg terug de oude naam FC Wezel Sport en speelde verder onder het oude stamnummer 844 van KFC Wezel. Stamnummer 9552 werd weer geschrapt.

## Resultaten
| 2010/11 |  |  |  |  |  |  |   | 7 | Vierde prov. Antw. | 51 |  |
| 2011/12 |  |  |  |  |  |  |   | 2 | Vierde prov. Antw. | 70 |  |
| 2012/13 |  |  |  |  |  |  |   | 2 | Vierde prov. Antw. | 74 |  |
| 2013/14 |  |  |  |  |  |  | 7 |   | Derde prov. Antw.  | 42 |  |